# 金子早織
金子 早織（かねこ さおり、1992年5月9日 - ）は、日本の元女子バレーボール選手。

## 来歴
山梨県南アルプス市出身。
2008年に増穂商業高校に進学。山梨県屈指のエースとして全国区で活躍。高校3年次のインターハイ、春高バレーなどで活躍した。
2011年1月、VプレミアリーグのNECレッドロケッツの内定選手となった。第60回黒鷲旗大会でデビューし、準優勝を果たした。
2012年5月に膝の故障により手術を受け、翌年2月に実戦復帰した。2012/13Vプレミアリーグではレギュラーラウンド1位、第62回黒鷲旗大会で準優勝した。
2015年6月、NECは金子の現役引退を発表した。

## 所属チーム
- 南アルプス市立落合小
- 南アルプス市立甲西中
- 増穂商業高
- NECレッドロケッツ（2011-2015年）